# Eleição municipal de São José dos Campos em 2016
A eleição municipal da cidade brasileira de São José dos Campos ocorreu em 2 de outubro de 2016 para eleger um prefeito, um vice-prefeito e 21 vereadores para a administração da cidade paulista. O prefeito titular é Carlinhos Almeida, do Partido dos Trabalhadores (PT), que concorreu à reeleição. As movimentações de pré-campanha e campanha ocorrem num contexto de crise política e um sentimento de Anti-petismo muito forte, envolvendo o pedido de impeachment do segundo mandato da presidente Dilma Rousseff, do PT.
Não houve a necessidade de realizar um segundo turno, pois o eleitorado joseense, assim como nas eleições anteriores, decidiu seu comando municipal em 1º turno, elegendo o candidato Felicio Ramuth, do PSDB.

## Regras
No decorrer do ano de 2015, o Congresso Nacional aprovou uma reforma política, que fez consideráveis alterações na legislação eleitoral. O período oficial das campanhas eleitorais foi reduzido para 45 dias, com início em 16 de agosto, o que configurou em uma diminuição pela metade do tempo vigente até 2012. O horário político também foi reduzido, passando de 45 para 35 dias, com início em 26 de agosto. As empresas passaram a ser proibidas de financiarem campanhas, o que só poderá ser feito por pessoas físicas.
A Constituição estabeleceu uma série de requisitos para os candidatos a cargos públicos eletivos. Entre eles está a idade mínima de 21 anos para candidatos ao Executivo e 18 anos ao Legislativo, nacionalidade brasileira, pleno exercício dos direitos políticos, pelo menos um ano de domicílio eleitoral na cidade onde pretende candidatar-se, alfabetização e filiação partidária até o dia 2 de abril de 2016.
A propaganda eleitoral gratuita em São José dos Campos começou a ser exibida em 26 de agosto e terminou em 29 de setembro. Segundo a lei eleitoral em vigor, caso o candidato mais votado receber menos de 50% +1 dos votos, é estabelecido o sistema de dois turnos; com a existência desta hipótese, a propaganda eleitoral gratuita voltaria a ser exibida em 15 de outubro e terminaria em 28 de outubro, entretanto, a eleição municipal na cidade acabou sendo decidida já em primeiro turno, bem como nas ocasiões anteriores: em 2000, com a vitória de Emanuel Fernandes, em 2004 e 2008, com a vitória de Eduardo Cury, e em 2012, com a vitória de Carlinhos Almeida.

## Definição das candidaturas
O prazo para os partidos políticos realizarem as convenções partidárias destinadas à definição de coligações e escolha dos candidatos aos cargos de prefeito, vice-prefeito e vereador iniciou em 20 de julho e encerrou no dia 05 de agosto. Já o prazo para protocolar o registro de candidatura dos escolhidos nas convenções se encerrou em 15 de agosto. Nesta eleição, seis partidos lançaram candidatos à prefeitura joseense. .

### Carlinhos Almeida (PT)
O Partido dos Trabalhadores realizou no dia 31 de julho, domingo, na Câmara Municipal Joseense, a sua convenção municipal que homologou a candidatura de Carlinhos Almeida à reeleição ao cargo.
Carlos José de Almeida tem 53 anos e é o atual prefeito da cidade de São José dos Campos, sendo eleito em 2012. Também já foi vereador, deputado estadual e deputado federal. Na candidatura à reeleição, terá como candidato a vice-prefeito o vereador Carlos Macedo Bastos, também do PT.
A sua coligação, “Mais Conquistas, Mais Avanços” é formada por dez partidos: PT, PP, PSD, PDT, SD, PCdoB, PPS, PSDC, PRTB e PRP.

### Claude Moura (PV)
O Partido Verde realizou no dia 28 de julho, quinta-feira, na Câmara Municipal Joseense, a sua convenção municipal que homologou a candidatura de Claude Moura à prefeitura de São José dos Campos.
Claude Mary de Moura tem 53 anos e é gestora pública, sendo a primeira vez que disputa uma eleição municipal. Nascida em São José, Claude trabalhou no governo de Emanuel Fernandes e foi secretária de governo de Eduardo Cury, ambos do PSDB. Terá como candidato a vice-prefeito o advogado João Carlos Vieira, do PTN.
A sua coligação, “Somos mais São José”, é composta por dois partidos: PV e PTN.

### Felicio Ramuth (PSDB)
O Partido da Social Democracia Brasileira realizou no dia 24 de julho, domingo, a sua convenção municipal que homologou a candidatura de Felicio Ramuth à prefeitura de São José dos Campos.
Felicio Ramuth tem 47 anos, é empresário e formado em administração de empresas, com MBA em gestão pública. Filiado ao PSDB desde 1993, foi tesoureiro e presidente do partido em São José. Além disso, ele atuou durante oito anos no governo do ex-prefeito Eduardo Cury em cargos como secretário e assessor. Terá como candidato a vice-prefeito o médico Ricardo Nakagawa, do PMDB.
A sua coligação, "São José faz seu futuro", é composta por sete partidos: PSDB, PMDB, PSB, PTB, PROS, PSC e PTdoB.

### Luiz Carlos Oliveira (PEN)
O Partido Ecológico Nacional realizou no dia 28 de julho, quinta-feira, na Câmara Municipal Joseense, a sua convenção municipal que homologou a candidatura de Luiz Carlos Oliveira à prefeitura de São José dos Campos.
Luiz Carlos de Oliveira tem 67 anos, é formado em ciências econômicas e administração de empresas. Trabalha como corretor de imóveis e atualmente ocupa o cargo de primeiro tesoureiro da Santa Casa de São José dos Campos. Terá como candidato a vice-prefeito o analista de sistemas Gleidson Duarte, do PSL.
A sua coligação, “São José unida”, é composta por dois partidos: PEN e PSL.

### Shakespeare Carvalho (PRB)
O Partido Republicano Brasileiro realizou no dia 30 de julho, sábado, na Câmara Municipal Joseense, a sua convenção municipal que homologou a candidatura de Shakespeare Carvalho à prefeitura de São José dos Campos.
Shakespeare Viana Carvalho tem 36 anos, é formado em Direito e ocupa, atualmente, o cargo de presidente da Câmara dos Vereadores. Foi eleito para o primeiro mandato na Câmara Municipal em 2012 e também já foi assessor parlamentar de deputados federais e estaduais. Terá como candidata a vice-prefeita a socióloga Marina de Oliveira, do DEM.
A sua coligação, "Um novo começo" é composta por seis partidos: PRB, DEM, PR, PHS, PMB e PTC.

### Toninho Ferreira (PSTU)
O Partido Socialista dos Trabalhadores Unificado realizou no dia 21 de julho, quinta-feira, a sua convenção municipal que homologou a candidatura de Toninho Ferreira à prefeitura de São José dos Campos.
Antônio Donizete Ferreira tem 58 anos e é advogado, sendo a segunda vez que disputa uma eleição municipal. Em 2012, foi o quinto mais votado para a Câmara Municipal, mas não conseguiu se eleger. Terá como candidata a vice-prefeita a estudante Tamires Arantes, do PSOL.
A sua coligação, “Frente Socialista dos Trabalhadores”, é composta por dois partidos: PSTU e PSOL.

## Candidaturas oficializadas
|  | Nº | Candidato(a) a prefeito | Candidato(a) a prefeito    | Candidato(a) a vice-prefeito | Candidato(a) a vice-prefeito | Coligação | Duração da propaganda eleitoral |
|  | -- | ----------------------- | -------------------------- | ---------------------------- | ---------------------------- | --- | ------------------------------- |
|  | 13 |                         | Carlinhos Almeida (PT)     |                              | Carlos Macedo Bastos (PT)    | "Mais Conquistas, Mais Avanços" - Partido Republicano Progressista (PRP) | 3 minutos e 32 segundos         |
|  | 43 |                         | Claude Moura (PV)          |                              | João Carlos Vieira (PTN)     | "Somos mais São José" - Partido Verde(PV) - Partido Trabalhista Nacional (PTN) | 23 segundos                     |
|  | 45 |                         | Felicio Ramuth (PSDB)      |                              | Ricardo Nakagawa (PMDB)      | "São José faz seu futuro" - Partido da Social Democracia Brasileira (PSDB) - Partido do Movimento Democrático Brasileiro (PMDB) - Partido Socialista Brasileiro (PSB) - Partido Trabalhista Brasileiro (PTB) - Partido Republicano da Ordem Social (PROS) - Partido Social Cristão (PSC) - Partido Trabalhista do Brasil (PTdoB) | 3 minutos e 52 segundos         |
|  | 51 |                         | Luiz Carlos Oliveira (PEN) |                              | Gleidson Duarte (PSL)        | "São José unida" - Partido Ecológico Nacional (PEN) - Partido Social Liberal (PSL) | 13 segundos                     |
|  | 10 |                         | Shakespeare Carvalho (PRB) |                              | Marina de Oliveira (DEM)     | "Um novo começo" - Partido Republicano Brasileiro (PRB) - Democratas (DEM) - Partido da República (PR) - Partido Humanista da Solidariedade (PHS) - Partido da Mulher Brasileira (PMB) - Partido Trabalhista Cristão (PTC) | 1 minutos e 42 segundos         |
|  | 16 |                         | Toninho Ferreira (PSTU)    |                              | Tamires Arantes (PSOL)       | "Frente Socialista dos Trabalhadores" - Partido Socialista dos Trabalhadores Unificado (PSTU) - Partido Socialismo e Liberdade (PSOL) | 15 segundos                     |

## Pesquisas

### Primeiro turno
| Data                       | 25/08/2016 | 15/09/2016 | 30/09/2016 |
| Instituto                  | IBOPE      | IBOPE      | IBOPE      |
| Fonte                      | [ 17 ]     | [ 18 ]     | [ 19 ]     |
| -------------------------- | ---------- | ---------- | ---------- |
| Felicio Ramuth (PSDB)      | 16%        | 35%        | 45%        |
| Carlinhos Almeida (PT)     | 26%        | 23%        | 26%        |
| Shakespeare Carvalho (PRB) | 20%        | 21%        | 14%        |
| Claude Moura (PV)          | 4%         | 4%         | 3%         |
| Toninho Ferreira (PSTU)    | 4%         | 1%         | 2%         |
| Luiz Carlos Oliveira (PEN) | 3%         | 1%         | 1%         |
| Brancos ou Nulos           | 16%        | 10%        | 6%         |
| Indecisos                  | 11%        | 5%         | 3%         |

## Resultados

### Prefeito
| Candidato(a)               | Vice                      | 1º turno 2 de outubro de 2016 | 1º turno 2 de outubro de 2016 |
| Candidato(a)               | Vice                      | Total                         | Percentagem                   |
| -------------------------- | ------------------------- | ----------------------------- | ----------------------------- |
| Felicio Ramuth (PSDB)      | Ricardo Nakagawa (PMDB)   | 219.511                       | 62,22%                        |
| Carlinhos Almeida (PT)     | Carlos Macedo Bastos (PT) | 76,327                        | 21,63%                        |
| Shakespeare Carvalho (PRB) | Marina de Oliveira (DEM)  | 42.755                        | 12,12%                        |
| Claude Moura (PV)          | João Carlos Vieira (PTN)  | 8,581                         | 2,43%                         |
| Toninho Ferreira (PSTU)    | Tamires Arantes (PSOL)    | 4.384                         | 1,24%                         |
| Luiz Carlos Oliveira (PEN) | Gleidson Duarte (PSL)     | 1.255                         | 0,36%                         |
| Total de votos válidos     | Total de votos válidos    | 352.813                       | 89,55%                        |
| → Votos em branco          | → Votos em branco         | 13.843                        | 3,51%                         |
| → Votos nulos              | → Votos nulos             | 27.350                        | 6,94%                         |
| Total                      | Total                     | 394.006                       | 80,63%                        |
| Abstenções                 | Abstenções                | 94.635                        | 19,37%                        |
| Total de inscritos         | Total de inscritos        | 488.641                       | 100%                          |